# Соумс, Мэри
Мэри Соумс, баронесса Соумс (англ. Mary Soames, Baroness Soames; в девичестве Спенсер-Черчилль; 1922—2014) — младшая дочь и последний ребёнок сэра Уинстона Черчилля и его жены Клементины, баронесса. Дама Ордена Подвязки (2005).

## Биография

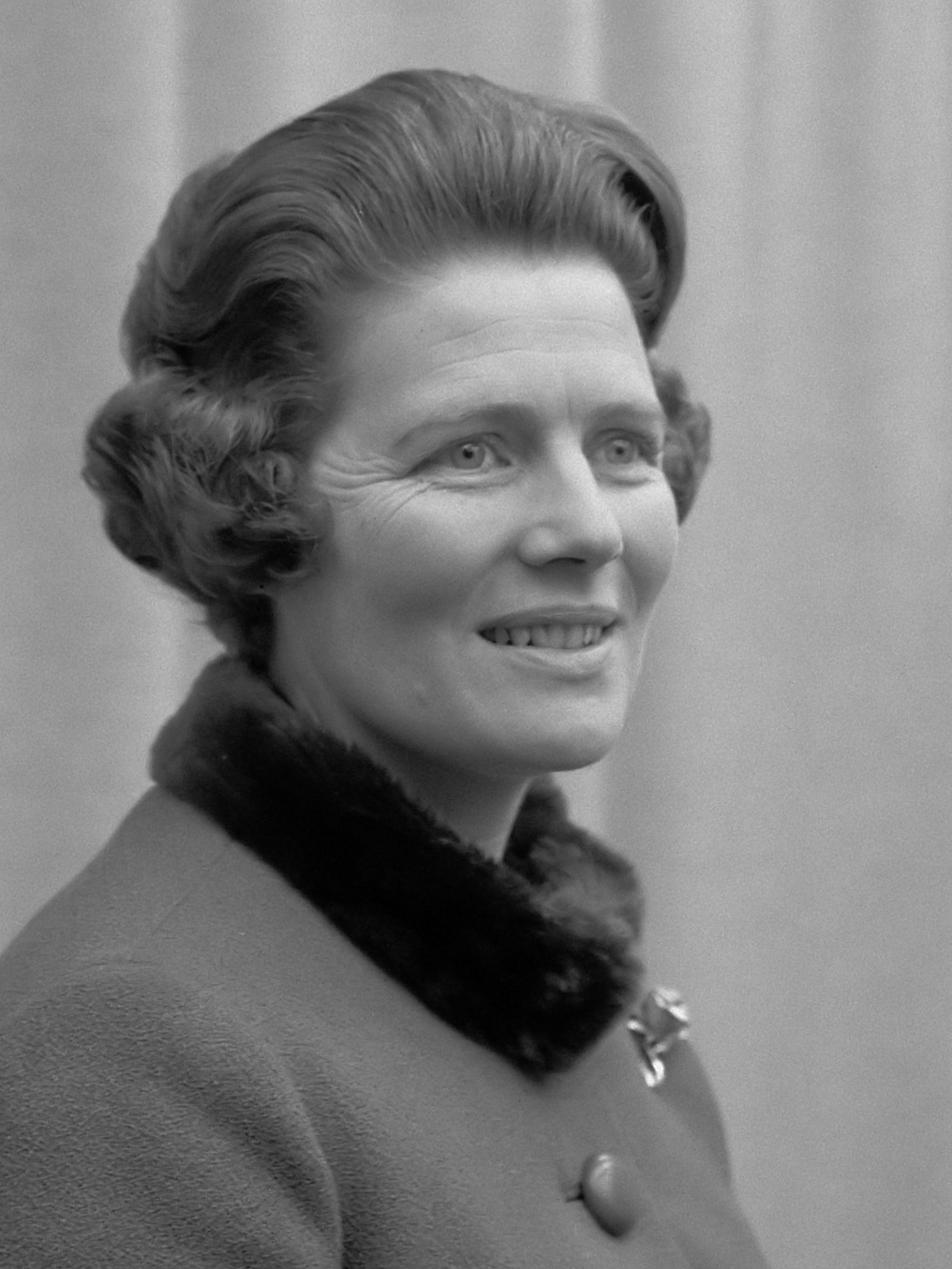
Мэри Соумс в 1965 году

Во время Второй мировой войны работала в Красном кресте и Женской вспомогательной службе (1939—1941), затем служила в ПВО, достигнув эквивалента звания капитана. Сопровождала отца в нескольких зарубежных поездках (включая Потсдам). Написала о своём отце ряд книг. Скончалась в Лондоне.
Мэри Соумс написала целый ряд работ, посвящённых живописи Уинстона Черчилля, участвовала в составлении каталога его картин.

## Брак и дети
С 1947 года была женой политика-консерватора Кристофера Соумса (1920—1987).
У них родились пятеро детей:
- Николас Соумс, барон Соумс (род. 1948), был женат дважды: от первого брака — сын, от второго брака — двое детей;
- Эмма Соумс (род. 1949), была замужем за Джейком МакМанусом с 1981 по 1989 гг.
- Джереми Бернард Соумс (род. 1952), женат на Сюзанне Кейт, 3 детей;
- Шарлотта Клементина Соумс (род. 1954), была замужем дважды, в обоих браках родилась дочь;
- Руперт Соумс (род. 1959), женат на Камилле Дюнн, 3 детей.